# Walentin Sawow
Walentin Sawow (bg. Валентин Савов) – bułgarski zapaśnik walczący w stylu wolnym. Zajął dwunaste miejsce na mistrzostwach świata w 1987. Srebrny medalista mistrzostw Europy w 1986 i brązowy w 1985 roku.